# Уряд Андорри
Уряд Андорри — вищий орган виконавчої влади Андорри.

## Голова уряду
- Прем'єр-міністр — Антоні Марті Петіт — (кат. Antoni Marti Petit).

## Кабінет міністрів
Склад чинного уряду подано станом на 30 грудня 2015 року.
| Логотип | Міністерство                                                       | Міністр                                             | Фото | Час на посаді | Час на посаді | Партія | Партія | Вебсайт |
| ------- | ------------------------------------------------------------------ | --------------------------------------------------- | ---- | ------------- | ------------- | ------ | ------ | ------- |
|         | Міністерство державних справ, транспорту і телекомунікації         | Жорді Алькобе Фонт (Jordi Alcobe Font)              |      |               |               |        |        |         |
|         | Міністерство екології, сільського господарства і стійкого розвитку | Сільвія Кальво Арменгол (Silvia Calvo Armengol)     |      |               |               |        |        |         |
|         | Міністерство закордонних справ                                     | Гілберт Савоя Суньє (Gilbert Saboya Sunye)          |      |               |               |        |        |         |
|         | Міністерство культури, молоді і спорту                             | Ольга Желаберт Фабрега (Olga Gelabert Fabrega)      |      |               |               |        |        |         |
|         | Міністерство освіти                                                | Ерік Жовер Комас (Eric Jover Comas)                 |      |               |               |        |        |         |
|         | Міністерство охорони здоров'я, соціального захисту і зайнятості    | Марія Роза Феррер Обіолс (Maria Rosa FerreR Obiols) |      |               |               |        |        |         |
|         | Міністерство територіального планування                            | Жорді Торрес Фалько (Jordi Torres Falco)            |      |               |               |        |        |         |
|         | Міністерство туризму і торгівлі                                    | Франциск Камп Торрес (Francesc Camp Torres)         |      |               |               |        |        |         |
|         | Міністерство фінансів                                              | Жорді Чинча Матеос (Jordi Cinca Mateos)             |      |               |               |        |        |         |
|         | Міністерство юстиції та внутрішніх справ                           | Ксав'єр Еспот Замора (Xavier Espot Zamora)          |      |               |               |        |        |         |

## Будівля уряду

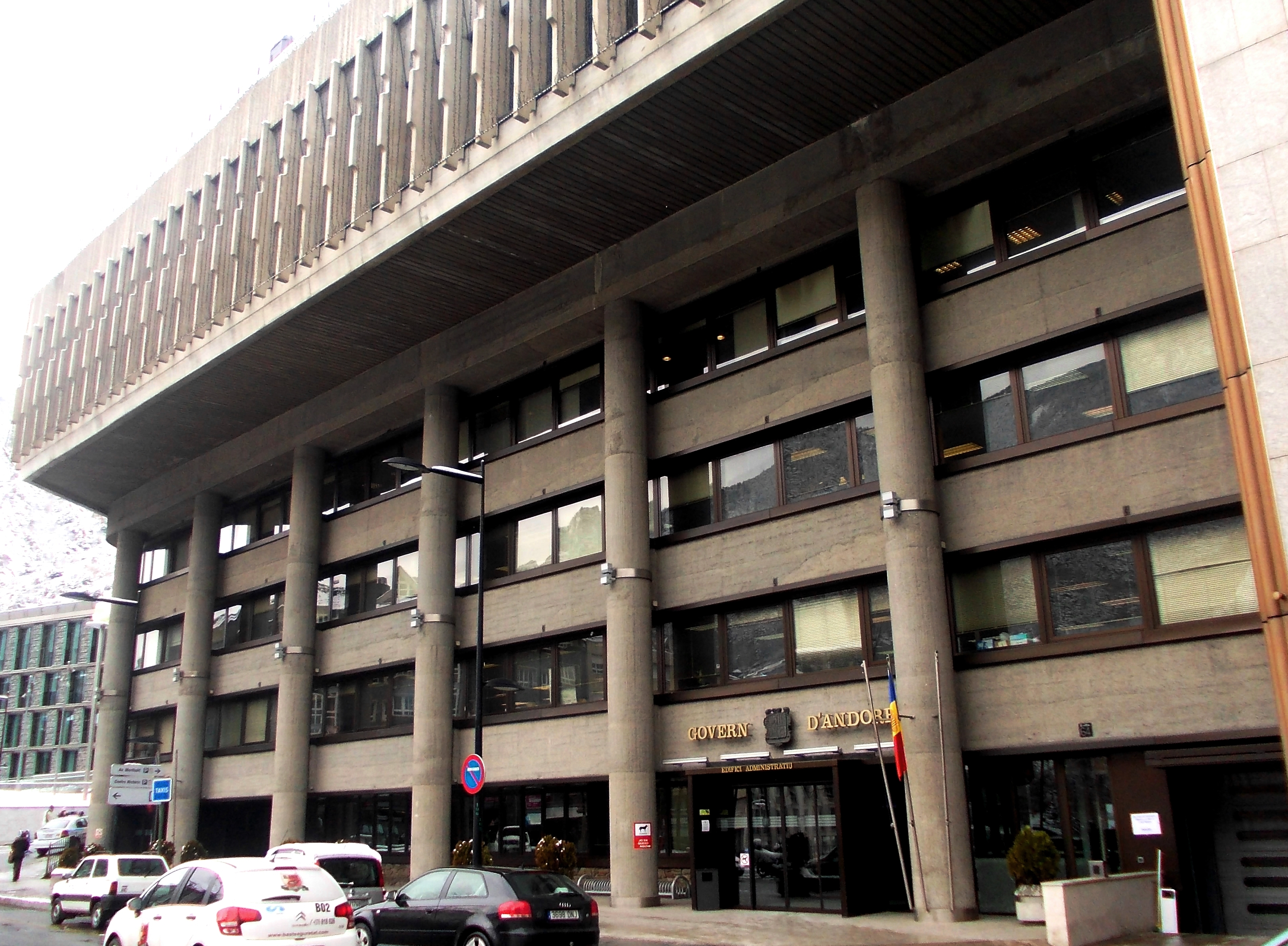
Будівля уряду Андорри